# Ophisaurus ceroni
Ophisaurus ceroni là một loài thằn lằn trong họ Anguidae. Loài này được Holman mô tả khoa học đầu tiên năm 1965.